# انریکو جرونی
انریکو جرونی (انگلیسی: Enrico Geroni؛ زادهٔ ۱۸ ژوئن ۱۹۸۹) بازیکن فوتبال اهل ایتالیا است.